# Gynacantha chelifera
Gynacantha chelifera är en trollsländeart som beskrevs av Mclachlan 1895. Gynacantha chelifera ingår i släktet Gynacantha och familjen mosaiktrollsländor. IUCN kategoriserar arten globalt som otillräckligt studerad. Inga underarter finns listade i Catalogue of Life.